# Баллидесмонд

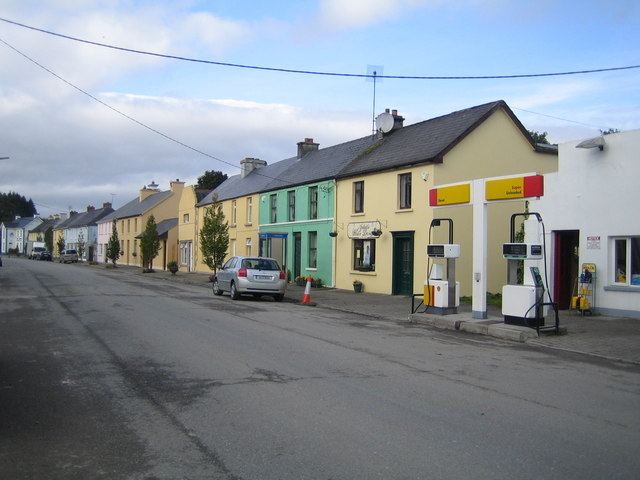

Баллидесмонд (англ. Ballydesmond; ирл. Baile Deasumhan) — деревня в Ирландии, находится в графстве Корк (провинция Манстер). Название, «город Десмонда», проходит от имени Джералда Фитзджералда, 15го графа Десмонда, свободоборца, укрывавшегося неподалёку.
Двое жителей деревни, Дэниэл Бакли (Daniel Buckley) и Бриджит Делиа Бредли (Bridget Delia Bradley), пережили гибель Титаника.
Экономика в Баллидесмонде представлена двумя магазинами, тремя пабами, двумя похоронными бюро, парикмахерской, двумя автозаправочными станциями и двумя каменоломнями. В городе базируется международная компания Munster Joinery, предоставляющая полторы тысячи рабочих мест.

## Демография
Население — 191 человек (по переписи 2006 года). В 2002 году население составляло 193 человек.
Данные переписи 2006 года:
| Общие демографические показатели |               |                               |                               |      |      |
| Всё население                    | Всё население | Изменения населения 2002—2006 | Изменения населения 2002—2006 | 2006 | 2006 |
| 2002                             | 2006          | чел.                          | %                             | муж. | жен. |
| 193                              | 191           | −2                            | −1                            | 96   | 95   |